# Huarong (Ezhou)
Huarong (chiń. upr. 华容区; chiń. trad. 華容區; pinyin Huáróng Qū) – dzielnica w północnej części prefektury miejskiej Ezhou w prowincji Hubei w Chińskiej Republice Ludowej. Według danych z 2010 roku, liczba mieszkańców dzielnicy wynosiła 237333.